# Pointe Allobrogia
Pointe Allobrogia är en bergstopp i Schweiz.   Den ligger i distriktet Entremont och kantonen Valais, i den sydvästra delen av landet, 120 km söder om huvudstaden Bern. Toppen på Pointe Allobrogia är 3 118 meter över havet.
Terrängen runt Pointe Allobrogia är huvudsakligen bergig, men åt sydost är den kuperad. Runt Pointe Allobrogia är det mycket glesbefolkat, med 6 invånare per kvadratkilometer.. Närmaste större samhälle är Orsières, 14,6 km norr om Pointe Allobrogia. 
Trakten runt Pointe Allobrogia består i huvudsak av gräsmarker.